# Barrage de Castillon du Tourmalet
Pour les articles homonymes, voir le barrage de Castillon dans les Alpes-de-Haute-Provence.
Le barrage de Castillon est un lac pyrénéen barrage français situé administrativement dans les communes de Campan et Bagnères-de-Bigorre dans le département des Hautes-Pyrénées en région Occitanie.

## Toponymie
Le nom de castillon trouve son origine dans le mot castellionem qui aboutit dans les dialectes à castillon, qui signifie « petit château ». 
Il a, parfois, été donné à des sommets rocheux dont la forme évoquait, de loin, un château.

## Géographie
Le barrage de Castillon du Tourmalet est situé dans la vallée de Campan, près de la station de  La Mongie au pied du pic du Midi de Bigorre et du col du Tourmalet. Il est alimenté par l'Adour du Tourmalet.

### Topographie
|           | Pène Lounqué (2 275 m) | Gripp |
|           | barrage de Castillon   |       |
| La Mongie |                        |       |

## Le barrage
Il s'agit d'un barrage-voûte mince en béton vibré à parement amont vertical.

### Histoire
Exploité par EDF, le barrage a été mis en service en 1947. Il a été adapté aux nouvelles normes en 2015 afin de répondre au cas de crue millénale.

### Caractéristiques
D'une hauteur de 19,7 m, c'est un barrage-voûte long de 80 m.

Sélection de vues du Barrage de Castillon.
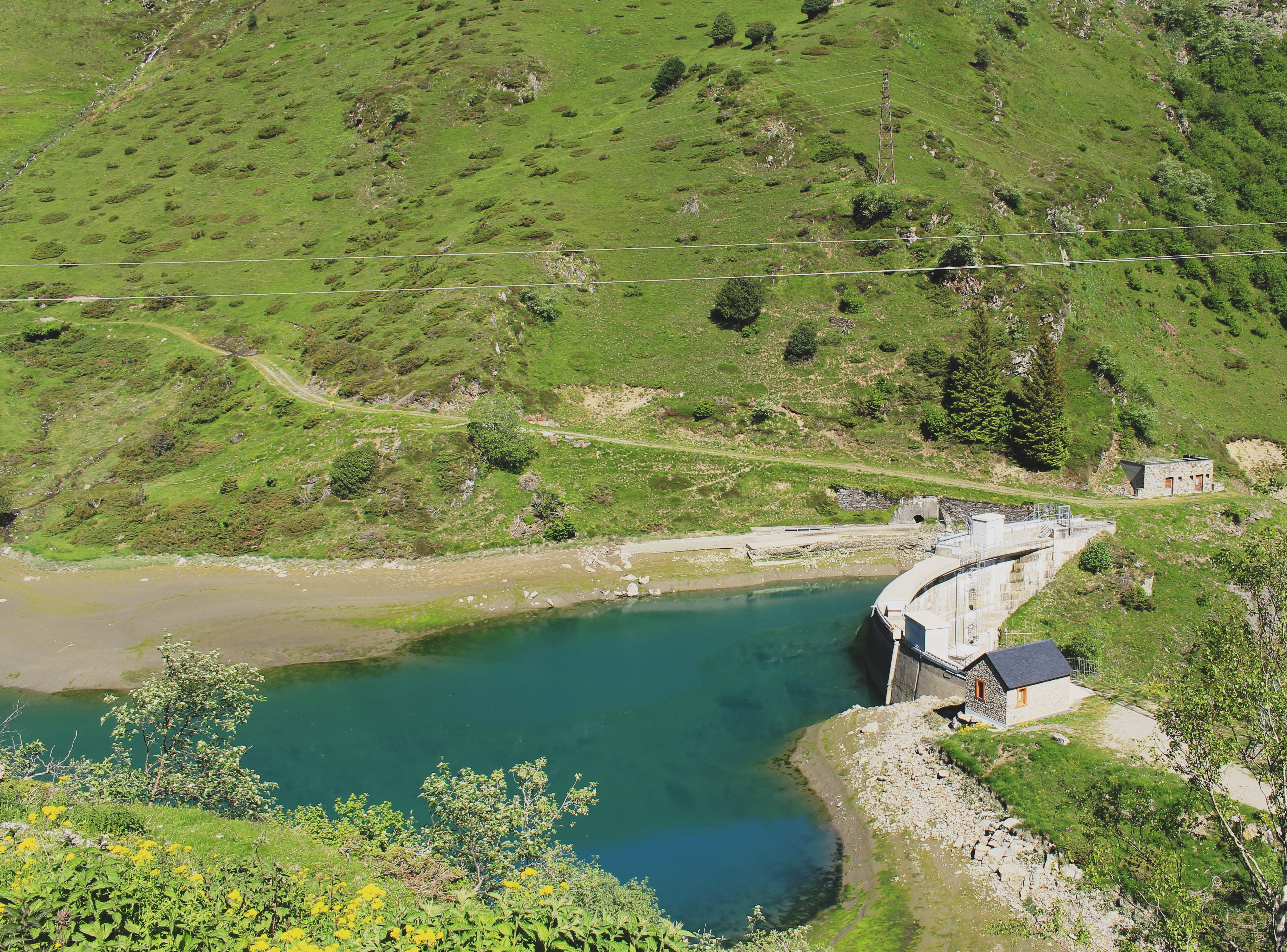
Vue en été.
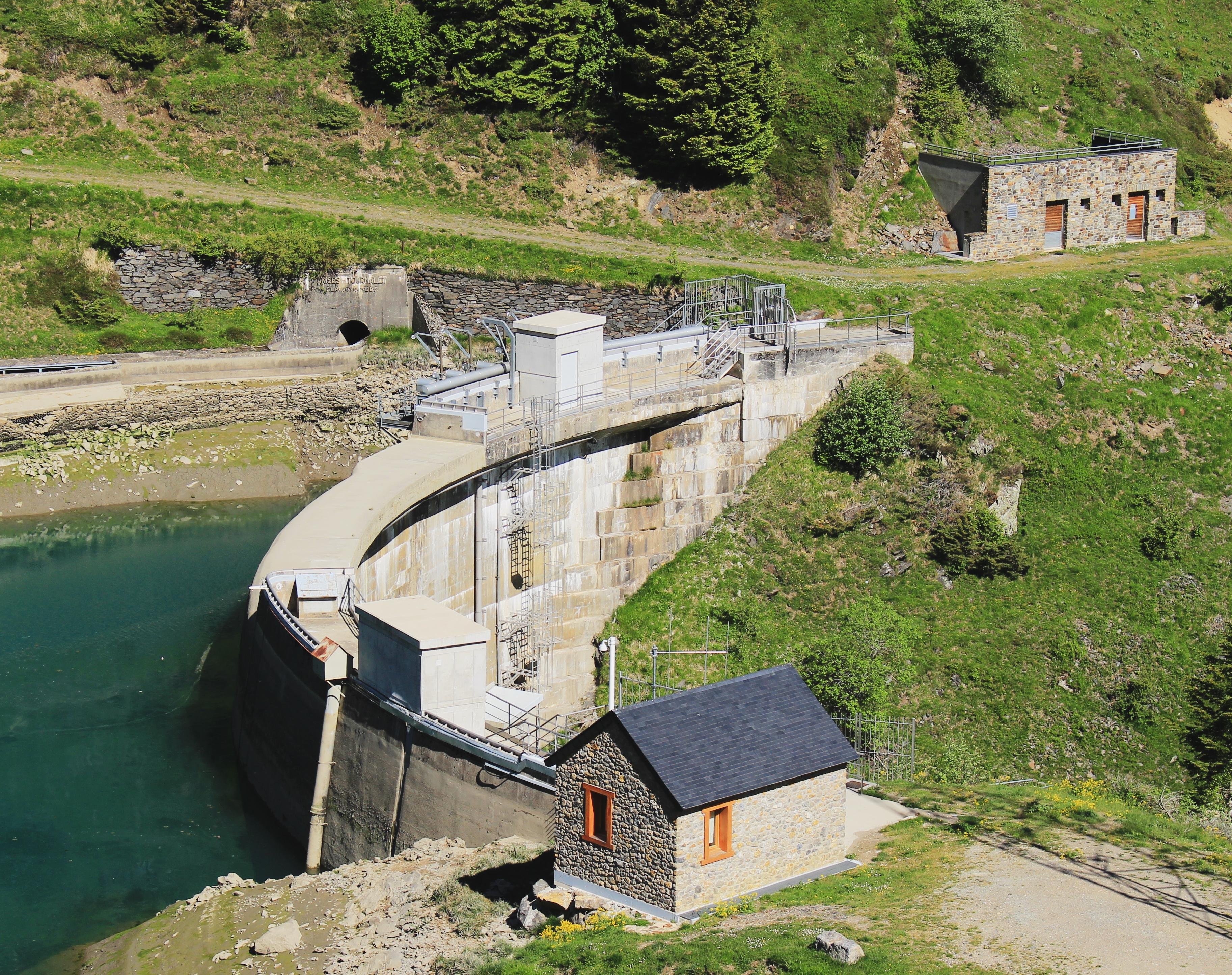
Le barrage.
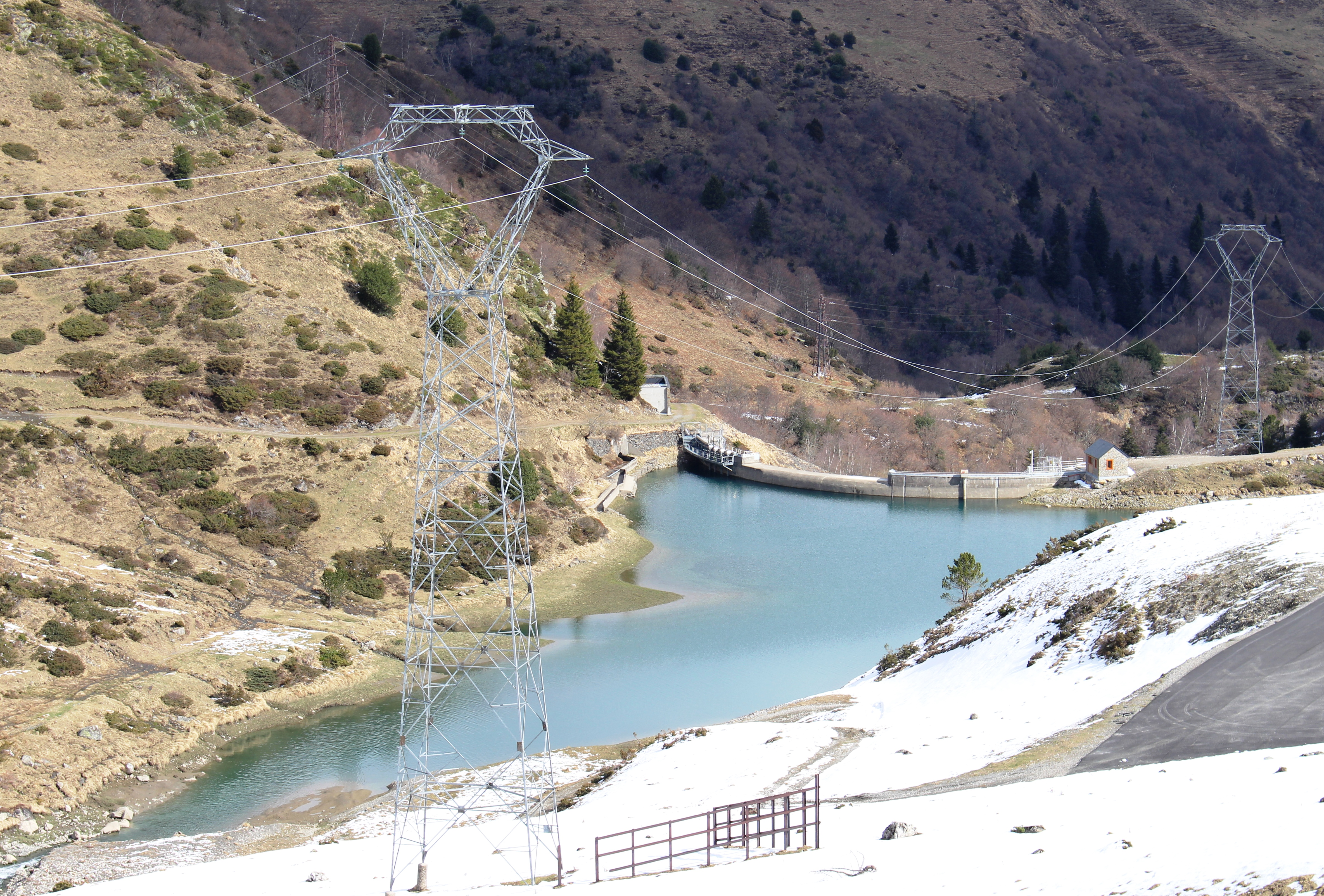
Vue en hiver.

## Le lac
Le lac de Castillon du Tourmalet est le lac artificiel situé près de la station de La Mongie formé par l'Adour de Gripp, dénomination en amont du barrage.

### Géographie
Situé près de La Mongie et à 3 km en aval, il forme le lac de Castillon dont l'émissaire est dénommé l'Adour de Gripp.

## Protection environnementale
Le lac fait partie d'une zone naturelle protégée, classée ZNIEFF de type 1 : l’Adour, amont et de type 2 : Bassin du haut Adour.

## Voies d'accès
Il est accessible par la route depuis la départementale 918.